# 张威 (百济)
張威，百济官员，久爾辛王时代派遣刘宋的使臣，中国系百济人。官職长史。
宋少帝景平二年（424年），百济王余映派遣长史张威至建康进贡朝献物。次年，宋文帝派闾丘恩子、丁敬子出使百济，加以慰劳。之后5世纪几十年间，百济派遣一系列大臣出使中国南北朝。记载有472年（余礼、張茂出使北魏）、490年（高達、楊茂、会邁出使南齐）、495年（慕遺、王茂、張塞、陳明出使南齐），其中張威、張茂、張塞被认为出自一族。